# Fast and Furious (film 2001)
Fast and Furious (The Fast and the Furious) è un film del 2001 diretto da Rob Cohen, primo capitolo della saga.

## Trama
Brian O'Conner è un agente della polizia di Los Angeles che viene incaricato di indagare su una serie di furti nei quali un gruppo di ladri, alla guida di tre Honda Civic Coupé (EJ1) nere assalta autotreni carichi di merce di valore. Il primo dei sospettati è Dominic Toretto, che O'Conner segue da tempo sotto copertura.
Sapendo che Toretto è un organizzatore di corse illegali, l'agente O'Conner va ad un raduno e sfida Toretto per avvicinarsi il più possibile a lui. Riesce a farsi ammettere alla gara di accelerazione clandestina che si tiene dopo il raduno ma non avendo denaro mette in palio il libretto della sua auto, una Mitsubishi Eclipse. Dopo una buona partenza viene ripreso dall'avversario e alla fine è proprio Toretto, alla guida di una Mazda RX-7, ad uscire vincitore.
L'arrivo della polizia mette in fuga tutti i presenti e O'Conner ne approfitta per aiutare Toretto a scampare all'arresto in modo da guadagnare la sua fiducia. I due vengono poi dirottati da una gang di malavitosi asiatici armati in motocicletta, che scortano l'auto in una zona periferica della città dove il leader, Johnny Tran, li accusa di avere sconfinato nel loro territorio e li punisce crivellando di pallottole l'auto di O'Conner che prende fuoco ed esplode. Rientrati a casa di Dom a piedi, O'Conner inizia a flirtare con sua sorella Mia provocando la gelosia di Vince, che tra l'altro non lo vedeva di buon occhio fin dall'inizio.
Brian, ormai accolto a pieno titolo nel gruppo, inizia a lavorare nell'officina di Dominic e cerca di pagare il debito che ha nei confronti del nuovo amico: gli deve "un'auto da dieci secondi" (sul quarto di miglio della gara di accelerazione) ma la sua Mitsubishi è andata distrutta nello scontro con Johnny Tran. A questo scopo si presenta in officina con una Toyota Supra (JZA80) biturbo incidentata, da ripristinare con l'aiuto del gruppo per tornare a gareggiare su strada e partecipare alle "Race Wars", una competizione legale che richiama moltissimi appassionati.
Proseguendo la sua ricerca sugli autori delle rapine ai camion, i suoi sospetti si spostano su Hector, un messicano che guida una Honda Civic EG e dimostra di avere molti soldi da spendere in elaborazioni. Irrompendo di nascosto nel suo garage, O'Conner scopre però che i dettagli delle auto di Hector non coincidono con quelli delle auto dei rapinatori. Mentre si allontana cercando di non farsi notare viene scoperto da Toretto e Vince che lo stavano tenendo d'occhio. I due lo accusano di essere un poliziotto ma Brian riesce a salvare la sua copertura e li convince di stare spiando gli avversari in vista della gara alle Race Wars. I tre si dirigono allora al garage di Johnny Tran (con Jesse a fare da "palo") e durante l'ispezione Brian rinviene merce simile alla refurtiva dei rapinatori dei camion senza tuttavia trovare altre prove di colpevolezza.
A seguito di una nuova rapina L'FBI, anche se non ha prove sufficienti, decide di fare ugualmente irruzione a casa di Tran con una squadra SWAT che arresta i sospettati ma deve immediatamente rilasciarli in quanto la merce era stata comprata legalmente.
Iniziano le "Race Wars" e Jesse incautamente scommette il libretto della sua Volkswagen Jetta in una gara contro Johnny Tran, alla guida di una Honda S2000. Alla fine è  quest'ultimo a vincere e Jesse, in preda al panico, fugge senza consegnare la sua auto all'avversario. La cosa rende ancora più tesi i rapporti dell'asiatico con Toretto, considerato responsabile anche della soffiata che ha portato al suo arresto.
La sera stessa O'Conner nota una preoccupata Mia discutere con il fratello, in procinto di partire con gli amici per rapinare l'ennesimo camion. Essendo ormai innamorato della ragazza e affascinato dall'amico Dominic e dalla sua vita tra auto e corse, l'agente chiede a Mia di aiutarlo nella ricerca della squadra, ma per farlo è costretto a rivelarle la sua identità di poliziotto. La ragazza, delusa, lo considera un traditore ma capisce che ormai Brian è dalla loro parte e intuisce che la situazione è ad alto rischio (gli autisti dei camion esasperati dalle rapine vogliono farsi giustizia da soli) perciò acconsente a partire con lui a bordo della Supra.
A bordo delle tre Honda Civic nere, Dominic Toretto, la fidanzata Letty e gli amici Vince e Leon raggiungono un altro camion che sta trasportando merce di valore. Vince salta sul tir senza accorgersi che il camionista è armato di un fucile a canne mozze, viene ferito da uno sparo a sorpresa e rimane legato al cofano del camion a causa del cavo di acciaio usato per l'assalto che gli si è aggrovigliato ad un braccio. Sia Letty che Dominic tentano di fermare il tir usando le Civic ma il camionista li mette fuori causa speronandoli e sparando. Quando tutto sembra perduto Brian e Mia raggiungono il mezzo e riescono a salvare Vince, che però è gravemente ferito e bisognoso di cure immediate per salvarsi.
Chiamando i soccorsi, l'agente rivela la sua vera identità anche a Dominic Toretto che, deluso dal tradimento, ritorna a casa e prende un fucile a pompa per cercare almeno di ritrovare Jesse, sparito dopo la gara e divenuto bersaglio di Johnny Tran. Quando l'agente O'Conner gli si para davanti con la propria auto per evitare che aggravi la sua posizione e affermando che la polizia lo avrebbe ritrovato in breve tempo, compare dal nulla lo stesso Jesse che, visibilmente spaventato, chiede perdono a Toretto per il suo comportamento sconsiderato. All'improvviso arrivano anche Johnny Tran ed il cugino Lance che, in sella a due moto da enduro, sparano a Jesse e lo uccidono. Toretto rimane sconvolto al punto da decidere di inseguire i due asiatici con la sua Dodge charger R/T del 1970 dalla potenza di 900 cavalli, ricordo del padre che custodiva in un capanno e che non aveva mai avuto il coraggio di guidare. O'Conner decide di aiutarlo con la Supra ed entrambi si mettono a seguire una delle due moto in una folle corsa in mezzo alla città finché Dominic fa uscire di strada Lance mentre Brian spara a Johnny Tran, uccidendolo.
Vendicata la morte di Jesse, Toretto sente di non avere più nulla da perdere quindi anziché farsi arrestare sfida O'Conner ad una corsa estrema, culminante con l'attraversamento di un passaggio a livello: la gara sembra equilibrata e alla fine i due lo attraversano saltando appaiati un istante prima che passi un treno. Purtroppo subito dopo l'atterraggio da una strada laterale esce un tir che taglia la strada a Toretto coinvolgendolo in uno schianto tremendo che distrugge completamente la sua auto. Dopo essere uscito a fatica e sanguinante dai rottami della Charger, Dominic si consegna all'amico rassegnandosi all'arresto. Brian sente in lontananza le sirene delle pattuglie della polizia e decide di salvare l'amico, consegnandogli le chiavi della sua auto perché in fondo gli era ancora debitore di "un'auto da dieci secondi".
Toretto capisce le intenzioni di Brian, lo ringrazia e fugge verso l'orizzonte.
Nella scena dopo i titoli di coda, si vede Dominic guidare in giro per Baja, in Messico, a bordo di una Chevrolet Chevelle SS del 1970.

## Produzione

### Cast
- Paul Walker - Brian O'Conner
- Vin Diesel - Dominic "Dom" Toretto
- Michelle Rodriguez - Leticia "Letty" Ortiz
- Jordana Brewster - Mia Toretto
- Rick Yune - Johnny Tran
- Chad Lindberg - Jesse
- Johnny Strong - Leon
- Matt Schulze - Vince
- Thom Barry - Bilkins
- Ted Levine - Tanner
- Ja Rule - Edwin
- Vyto Ruginis - Harry
- Thom Barry - Bilkins
- Stanton Rutledge - Muse
- Noel Gugliemi - Hector
- RJ De Vera - Danny Yamato
- Beau Holden - Ted Gassner
- Reggie Lee - Lance Nguyen
- Neal H. Moritz - Pilota della Ferrari F355
- Rob Cohen - Ragazzo della Pizza

### Veicoli utilizzati
- Mitsubishi Eclipse RS 2G (D31A) verde: Brian
- Dodge Charger del 1970 nera: Dom
- Mazda RX-7 FD3S rossa: Dom
- Toyota Supra (JZA80) arancione: Brian e Dom
- Nissan 200SX S-14A viola: Letty
- Acura Integra azzurra: Mia
- Nissan Maxima blu: Vince
- Volkswagen Jetta (A3, Typ 1H) bianca: Jesse
- Nissan Skyline GT-R (R33) gialla: Leon
- Honda S2000 nera: Johnny Tran
- Honda Civic Coupé (EJ1) nera: Dom, Letty e Leon (quando compiono le rapine ai tir)
- Ford F-150 SVT Lightning rossa: Brian (prestatagli da Harry)
- Chevrolet Chevelle SS rossa e nera: Dom (visibile alla fine del film, dopo i crediti)
- Acura Integra rossa e gialla: Edwin
- Honda Civic dorata: Hector
- Ferrari F355 Spider nera: auto del co-produttore del franchise Neal H. Moritz

### Colonna sonora
1. "Good Life (Remix)" (Faith Evans featuring Ja Rule, Vita & Caddillac Tah)
2. "POV City Anthem" (Cadillac Tah)
3. "When a Man Does Wrong" (Ashanti)
4. "Deep enough" (Live)
5. "Race Against Time Pt. 2" (Tank featuring Ja Rule)
6. "Furious" (Ja Rule)
7. "Take My Time Tonight" (R. Kelly)
8. "Suicide" (Scarface featuring Irv Gotti)
9. "The Prayer" (Black Child)
10. "Tudunn Tudunn Tudunn (Make U Jump)"  (Funkmaster Flex featuring N.O.R.E.)
11. "Hustlin'" (Fat Joe featuring Armageddon)
12. "Freestyle" (Boo & Irv Gotti)
13. "Rollin' (Urban Assault Vehicle)" (Limp Bizkit featuring DMX, Method Man & Redman)
14. "Life Ain't a Game" (Ja Rule)
15. "Cali Diseaz" (Shade Sheist featuring Nate Dogg)
16. "Didn't I" (Petey Pablo)
17. "Put It on Me (Remix)" (Ja Rule featuring Vita & Lil' Mo)
18. "Justify My Love" (Vita featuring Ashanti)
19. "Debonaire" (Dope)
20. "Watch your Back" (Benny Cassette)

## Distribuzione
Il film è uscito nelle sale statunitensi il 22 giugno 2001 mentre in Italia per il 21 settembre dello stesso anno.

## Accoglienza

### Incassi
Il budget del film è di 38 milioni di dollari mentre l'incasso totale è di 207.300.000 di dollari, riscuotendo un grande successo al botteghino.

### Critica
Il film è stato accolto da recensioni miste. Sul sito di recensioni Rotten Tomatoes registra un 55% di gradimento, basato su 158 recensioni.

## Curiosità
- In una scena a casa di Toretto, per qualche secondo si vedono scorrere sul televisore in salotto, alcune scene del film Dragon - La storia di Bruce Lee, film del 1993, girato sempre dallo stesso Rob Cohen.
- Rob Cohen, il regista del film, appare in un cameo come portapizze.
- Uno dei piloti nella gara di Toretto, prima della partenza, si può vedere giocare a Gran Turismo all'interno della propria vettura.
- Neal H. Moritz, il produttore dell'intera saga fa un cameo come pilota di una Ferrari che viene sfidato da Brian.
- La chitarra che suona Vince al party, è una GIBSON CUSTOM Zakk Wylde Les Paul "Bullseye".
- La trama riprende alcuni elementi di un altro film del genere, Point Break.[2]

## Sequel
Nel 2003 è stato realizzato il sequel del film, intitolato 2 Fast 2 Furious. Sono poi usciti il terzo capitolo, The Fast and the Furious: Tokyo Drift, nel 2006 ed il quarto capitolo, Fast & Furious - Solo parti originali nel 2009. Nel 2011 è uscito il quinto capitolo della serie, Fast & Furious 5, mentre nel 2013 è uscito il sesto capitolo, Fast & Furious 6. Nel 2015 è uscito Fast & Furious 7, settimo capitolo della serie, mentre nel 2017 è uscito l'ottavo capitolo, Fast & Furious 8. Nel 2021 è uscito il nono capitolo, Fast & Furious 9. Il decimo film, Fast X è uscito nel maggio 2023. Nel 2019 è uscito, inoltre, uno spin-off intitolato Fast & Furious - Hobbs & Shaw, incentrato sui personaggi di Luke Hobbs e Deckard Shaw, interpretati da Dwayne Johnson e Jason Statham.